# Автошлях Т 2616
Автошля́х Т 2616 — автомобільний шлях територіального значення у Чернівецькій області. Пролягає територією Чернівецького району через перетин з E85—Репужинці. Загальна довжина — 13,3 км.

## Маршрут
Автошлях проходить через такі населені пункти:
| Автошлях Т 2616     |                |
| Чернівецька область |                |
| Чернівецький район  |                |
|                     | перетин E85М19 |
| Хрещатик            |                |
| Репужинці           |                |